# Fumaria muralis
Fumaria muralis é uma espécie de planta com flor pertencente à família Papaveraceae. 
A autoridade científica da espécie é Sond. ex Koch, tendo sido publicada em Synopsis Florae Germanicae et Helveticae ed. 2: 1017. 1845.

## Portugal
Trata-se de uma espécie presente no território português, nomeadamente em Portugal Continental, no Arquipélago dos Açores e no Arquipélago da Madeira.
Em termos de naturalidade é nativa de Portugal Continental e Arquipélago da Madeira e introduzida no arquipélago dos Açores.

## Protecção
Não se encontra protegida por legislação portuguesa ou da Comunidade Europeia.